# قرار مجلس الأمن التابع للأمم المتحدة رقم 452
قرار مجلس الأمن التابع للأمم المتحدة رقم 452، الذي تم تبنيه في 22 تموز / يوليو 1979 تحت موضوع الإستيطان الإسرائيلي في القدس والضفة الغربية وقطاع غزة ومرتفعات الجولان وخصوصاً تلك غير القانونية. ينص القرار على أن «سياسة إسرائيل في بناء المستوطنات على الأراضي العربية ليست ذات مرجعية قانونية وتعتبر خرقاً لإتقاقية جينيف الرابعة التي تتعلق بحماية الأشخاص المدنيين في وقت الحرب الموقعة في 14 آب / أغسطس 1949» و «يدعو الحكومة والشعب الإسرائيليين بالسرعة الممكنة لوقف عمليات إقامة وبناء وتخطيط المستوطنات في الأراضي العربية المحتلة منذ 1967 بما في ذلك القدس».
وتم اعتماد القرار بموافقة 14 دولة وامتناع دولة واحدة عن التصويت وهي الولايات المتحدة.